# Buddelundia bulbosa
Buddelundia bulbosa är en kräftdjursart som beskrevs av Wahrberg 1922. Buddelundia bulbosa ingår i släktet Buddelundia och familjen Armadillidae. Inga underarter finns listade i Catalogue of Life.